# Giovanni Fulco
Giovanni Fulco (Messine, 1615 - Rome, 1680) est un peintre italien baroque  du  XVIIe siècle qui a été actif principalement dans sa ville natale et à Naples.

## Biographie
Giovanni Fulco, après avoir appris le rudiments de la peinture à Messine, se rendit à Naples où il entra à l'école du Cavalière Massimo Stanzione.
Il excella en particulier dans la représentation d'enfants.
Plusieurs œuvres de sa conception ont été détruites par des tremblements de terre.

## Œuvres
- La Nativité de la Vierge, huile sur toile, chapelle de la Crucifixion, église de la Nunziata des Teatini, Messine.
- Fresques de la chapelle du Crucifix, église de la Nunziata des Teatini, Messine[1].